# Jean Sasson
Jean P. Sasson (Troy, Alabama, 1947–) amerikai írónő, akinek élete elsősorban a közel-keleti nők körül forog, és ez áll műveinek középpontjában.
Sasson egy kisvárosban nőtt fel a könyvek bűvöletében. 1978-ban Szaúd-Arábiába utazott, hogy a rijádi Faisal Speciális Kórház közigazgatási koordinátora legyen. Itt találkozott Peter Sassonnal leendő férjével.
1982-ben összeházasodtak, Sasson otthagyta kórházi munkáját és 1990-ig Szaúd-Arábiában maradtak.
A Közel-Keleti idők alatt nagyon sok barátra tett szert köztük az Al-Saud királyi családdal. A legjelentősebb ezek közül Szultána hercegnő barátsága, akinek életét A hercegnő trilógiája mondja el. Sasson jelenleg Atlantában, Georgia államban él. 
Felmerült némi vita műveivel kapcsolatban. Friderika Monika Adsani által benyújtott plágiummal kapcsolatos vádakat a bíróság elutasította.

## Magyarul
- A fátyol mögött. Igaz történet egy szaúd-arábiai királyi család életéből; ford. Tótisz András; Merhávia, Bp., 1995
- A hercegnő lányai; ford. Somló Ágnes; Gabo, Bp., 1999
- Királyi sivatag. Újabb fejezetek Szultána hercegnő életéből; ford. Somló Ágnes; Gabo, Bp., 2000
- Ester gyermeke; ford. Tótisz András; Gabo, Bp., 2002
- Irak lánya, Majada. Egy asszony, aki túlélte Szaddám Huszein uralmát; ford. Király Zsuzsa; Gabo, Bp., 2004
- Szerelem a terror árnyékában. A kurdisztáni Joanna igaz története: hogyan menekült meg egy kurd szabadságharcos az irakiak bosszújától?; ford. Gondáné Kaul Éva; Gabo, Bp., 2008

- Jean Sasson–Nadzsva bin Laden–Omár bin Laden: Élet a bin Laden-házban; ford. Kövesdi Miklós Gábor; Szó, Bp., 2010

- Királyi sivatag. A fátyol mögött trilógia harmadik része; ford. Somló Ágnes; Gabo, Bp., 2011
- Fiamért mindent; ford. Cziczelszky Judit; Gabo, Bp., 2012
- A hercegnő lányai. A fátyol mögött trilógia második része; ford. Somló Ágnes; Gabo, Bp., 2013
- Jazmína választása. Igaz történet háborúról, nők elleni erőszakról, bátorságról és túlélésről; ford. Farkas Eszter; Gabo, Bp., 2015

- Sírj tovább, hercegnő; ford. Farkas Eszter; Gabo, Bp., 2015
- Hercegnő. Feltárult titkok; ford. Farkas Eszter; Gabo, Bp., 2016